# Мацевичюс, Йонас Антанович
Йонас Антанович Мацевичюс — советский хозяйственный, государственный и политический деятель.

## Биография
Родился в 1922 году в селе Кракезе. Член ВКП(б) с 1943 года.
Окончил ВПШ при ЦК ВКП(б), АОН при ЦК КПСС.
С 1942 года — секретарь ВЛКСМ 16-й Литовской стрелковой дивизии, секретарь подпольных райкома ЛКСМ Литвы и ЦК ЛКСМ Литвы, комиссар партизанского отряда "Жальгирис".
В 1944-1946 годах - первый секретарь ЦК ЛКСМ Литвы. 
В 1952-1957 годах - заведующий кафедрой философии, доцент Литовской республиканской партийной школы.
В 1957-1964 годах - редактор, заместитель главного редактора Литовской Советской энциклопедии
В 1964-1984 годах - заведующий кафедрой философии, права и социологии Института истории Литовской ССР, организатор и первый ректор Института философии и социологии Литвы.
В 1984-1990 годах - академик-секретарь Академии наук Литовской ССР, член-корреспондент АН Литовской ССР.
Избирался депутатом Верховного Совета СССР 2-го созыва.
Лауреат Государственной премии Литовской ССР (1986).
Умер в 1999 году в Вильнюсе.